# Publio Sulpicio Saverrione (console 279 a.C.)
Publio Sulpicio Saverrione (latino: Publius Sulpicius Saverrio) (fl. III secolo a.C.) è stato un politico e generale romano.

## Biografia
Figlio del console omonimo, fu eletto console nel 279 a.C. con Publio Decio Mure. Unitamente al collega, gli fu affidata la campagna contro Pirro.
Partecipò alla battaglia di Ascoli (279 a.C.), anche se il suo ruolo non è ben definito, poiché tutti gli storici hanno messo in rilievo la vicenda del suo collega. In ogni caso non vi sono più suoi cenni biografici dopo la battaglia.